# Chevêchette brune
Glaucidium brasilianum
Espèce
Répartition géographique
Statut de conservation UICN

 LC  : Préoccupation mineure
Statut CITES
La Chevêchette brune (Glaucidium brasilianum) est une espèce d'oiseau de la famille des Strigidae, native de l'écozone néotropicale.

## Description

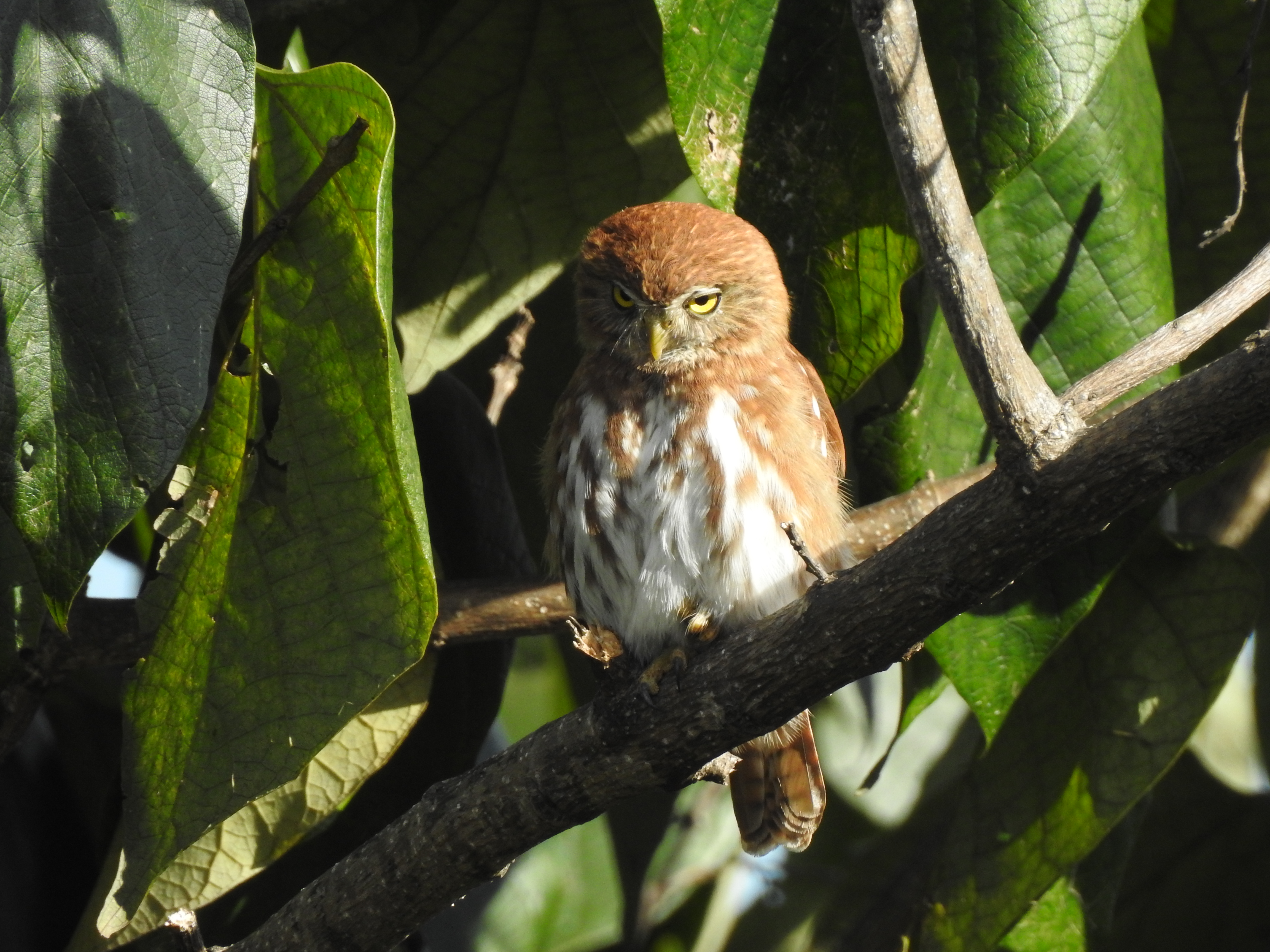
variété roussâtre

Cet oiseau mesure environ entre 15 et 20 cm de longueur pour un poids généralement compris entre 46 et 90 g,. Son plumage est brun ou roux dessus et blanc rayé de brun ou de roux dessous (existence de deux morphes). Deux taches sombres cerclées de blanc sur la nuque simulent des yeux.
Cette espèce est très proche de la Chevêchette à tête grise et de la Chevêchette du Costa Rica.

## Habitat
Cette espèce fréquente les milieux boisés, notamment les plantations, les lisières, les clairières et les banlieues. Les chevêchettes brunes vivent en-dessous de 1 500 mètres, elle restent donc toujours à l'écart des montagnes.

## Comportement
La chevêchette brune est à la fois diurne et nocturne, mais concentre l'essentiel de ses activités à l'aube et au crépuscule.

Les femelles pondent 3 à 5 œufs par saison et la durée de l'incubation est de 23 à 28 jours. La saison de reproduction s'étend de la fin de l'hiver au début du printemps. Les petits apprennent à voler entre le 27e et le 30e jour après leur éclosion mais ne deviennent autonomes que vers leur 8e semaine.

## Alimentation
Cet oiseau consomme surtout des insectes et des lézards, mais aussi des petits oiseaux et mammifères et, plus rarement, des amphibiens,.

## Répartition et sous-espèces
D'après la classification de référence (version 14.1, 2024) de l'Union internationale des ornithologues, la Chevêchette brune possède 13 sous-espèces (ordre philogénique) :
- G. b. cactorum Van Rossem, 1937 — sierra Madre occidentale ;
- G. b. intermedium Phillips, 1966 — sierra Madre del Sur et cordillère  néovolcanique ;
- G. b. ridgwayi Sharpe, 1875 — est de la Méso-Amérique ;
- G. b. medianum Todd, 1916 — nord de la Colombie ;
- G. b. margaritae Phelps, WH & Phelps, WH Jr, 1951 — île Margarita ;
- G. b. phaloenoides (Daudin, 1800) — Venezuela et Guyana ;
- G. b. duidae Chapman, 1929 — cerro Duida ;
- G. b. olivaceum Chapman, 1939 — Auyan Tepuy ;
- G. b. ucayalae Chapman, 1929 — Amazonie ;
- G. b. brasilianum (Gmelin, JF, 1788) — de l'est du Brésil au nord-est de l'Argentine ;
- G. b. pallens Brodkorb, 1938 — Gran Chaco ;
- G. b. stranecki König & Wink, 1995 — centre de l'Argentine et sud du Paraguay ;
- G. b. tucumanum Chapman, 1922 — ouest de l'Argentine.